# Galagoides kumbirensis
Galagoides kumbirensis (лат.) — примат семейства галаговых, эндемик Анголы, получивший название по лесу Кумбира в западной Анголе.

## Классификация
Несмотря на то, что в сентябре 2013 года было идентифицировано 36 особей, принадлежащий этому виду, описан он был лишь в феврале 2017 года в журнале «American Journal of Physical Anthropology». Голос, описанный как «низкое чирикающее крещендо из долгих нот, предшествующее затухающему щебетанию», из-за своей уникальности был основным фактором для выделения нового вида, даже без генетического анализа.

## Описание
Данный вид является крупнейшим по размерам представителем семейства галаговых: длина тела его представителей составляет 17—20 см, длина хвоста 17—24 см. Цвет шерсти серовато-коричневый, хвост более тёмный.

## Статус популяции
Статус популяции в дикой природе изучен плохо, однако весьма вероятно, что популяция находится под угрозой из-за масштабной вырубки леса в местах обитания этих животных.